# 13680 Katyafrantseva
13680 Katyafrantseva è un asteroide della fascia principale. Scoperto nel 1997, presenta un'orbita caratterizzata da un semiasse maggiore pari a 2,9274432 au e da un'eccentricità di 0,0532120, inclinata di 1,50802° rispetto all'eclittica.